# Karla Farfan
Karla Farfán (Ciudad de México, 17 de diciembre de 1991), es una actriz y comediante mexicana conocida por sus participaciones en diferentes producciones de Televisa.

## Telenovelas
| Año       | Telenovela               | Personajes               |
| --------- | ------------------------ | ------------------------ |
| 2024-     | Amor amargo              | Miriam San José          |
| 2023      | Perdona nuestros pecados | Mercedes "Meche" Morales |
| 2019      | Médicos, línea de vida   | Jessica                  |
| 2018      | Tenías que ser tú        | Paulina Bilbatúa         |
| 2016-2017 | La candidata             | Ximena Martínez Rivera   |
| 2014-2015 | Mi corazón es tuyo       | Laura                    |

#### Series de televisión
| Año       | Serie                  | Personajes       |
| --------- | ---------------------- | ---------------- |
| 2022      | Papas por encargo      | Paulina          |
| 2021      | Esta historia me suena | Lucia; Ep:"Loco" |
| 2019-2020 | Backdoor               | Varios episodios |
| 2013-2017 | La rosa de Guadalupe   | Varios episodios |
| 2015-2016 | Como dice el dicho     | Varios episodios |

## Premios y nominaciones

### Premios TVyNovelas
| Año  | Categoría            | Telenovela   | Resultado |
| ---- | -------------------- | ------------ | --------- |
| 2017 | Mejor actriz juvenil | La candidata | Nominada  |